# Стокгольмские договоры
Стокгольмские договоры — два договора, подписанных в Стокгольме в рамках усилий Швеции по окончании невыгодно для неё сложившейся Северной войны.

## Предыстория
В 1718 году шведский король Карл XII был убит во время осмотра осадных работ в районе Фредрикстена. Трон унаследовала его сестра Ульрика Элеонора, которая в делах безгранично доверяла мужу Фредрику Гессенскому, занимавшему должность главнокомандующего шведской армией (при Карле XII это было лишь формальной должностью, но после его смерти она неожиданно приобрела гигантское значение). Фредрик принял решение отказаться от части владений Швеции, чтобы привлечь те страны, которым они будут переданы, к совместной борьбе против России.

## Договор с Ганновером
9 ноября 1719 года в Стокгольме был подписан договор между Швецией и курфюршеством Ганновер, в соответствии с которым Швеция уступила Ганноверу Бремен-Верден.

## Договор с Пруссией
21 января 1720 года в Стокгольме был подписан договор между Швецией и Пруссией, в соответствии с которым к Пруссии перешли земли Шведской Померании, расположенные южнее реки Пеене и восточнее канала Пеенештром, включая острова Узедом и Волин, а также города Штетин, Дамм и Голльнов. Договор вступил в силу 29 мая. Оставшаяся часть Шведской Померании была на тот момент оккупирована Данией и позднее возвращена Швеции по Фредериксбогрскому договору.